# Біотехнія

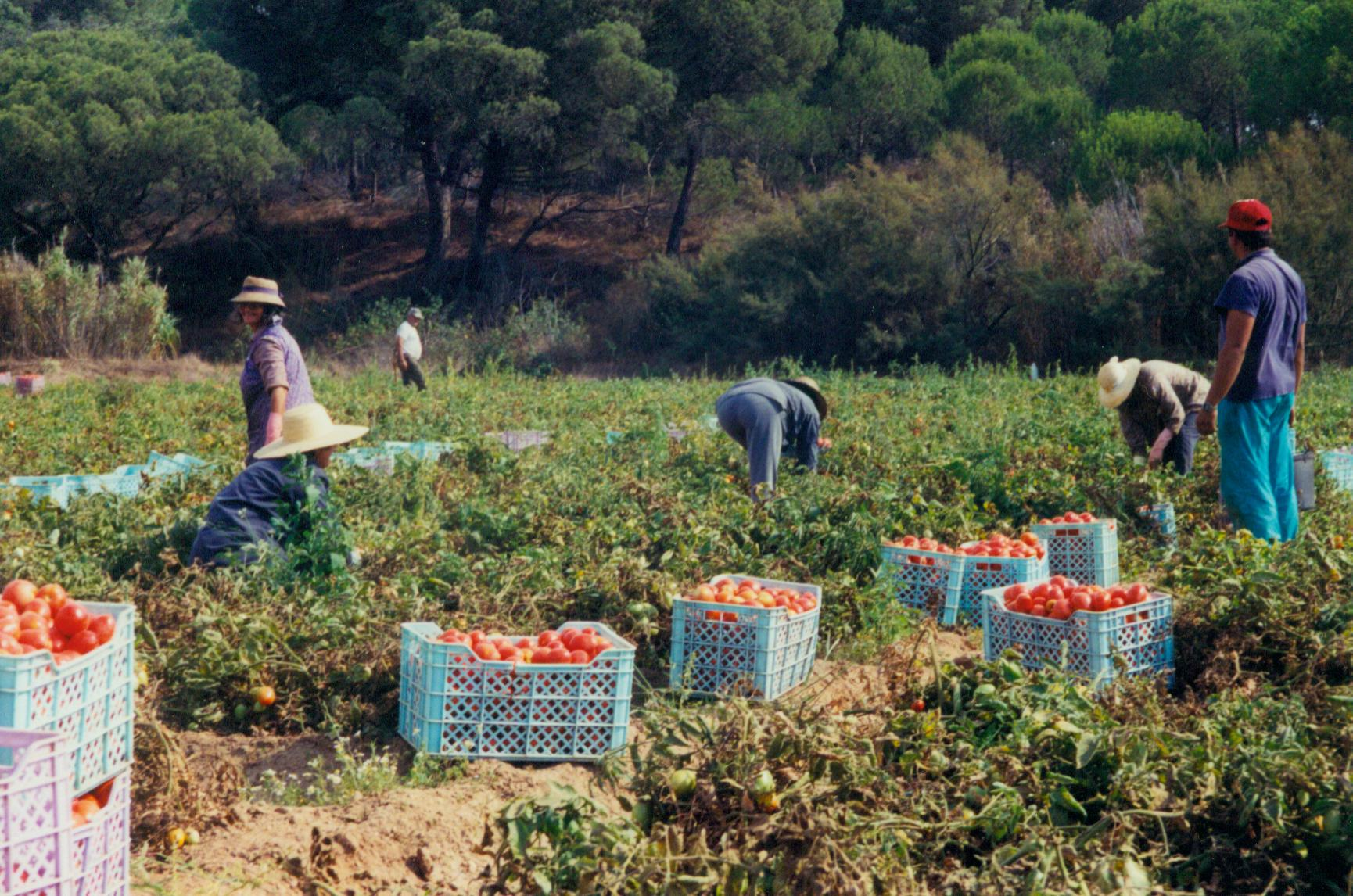
Біотехнія

Біотехнія (від дав.-гр. βίος — життя та techne — вміння, майстерність) - наука про активний цілеспрямований вплив людини на природні комплекси з метою поліпшення умов існування дикої фауни та збільшення ємності середовища для них; комплекс технічних і господарських заходів, спрямованих на збереження видового різноманіття диких тварин.
Біотехнія вивчає напрями й методи впливу на популяцію диких тварин та середовище їхнього існування передусім шляхом зміни факторів середовища (кормових, захисних, гніздових та ін.). Важлива складова біотехнії – керування популяціями диких тварин при використанні ресурсів тваринного світу, запобігання негативним явищам, пов'язаним із життєдіяльністю окремих видів, забезпечення активного функціонування зоокомпоненту природної екосистеми. У мисливському господарстві біотехнію варто розглядати як напрям діяльності – керування ресурсами мисливських тварин, спрямоване головним чином на підвищення темпів розмноження та зниження смертності тварин, у підсумку – на збільшення щорічного приросту їхнього поголів'я. У закордонному мисливствознавстві на позначення біотехнії використовують термін «керування дикою природою». Біотехнія виникла й розвивалася спершу як складова мисливствознавства. Окремі біотехнічні заходи, пов'язані з веденням мисливського господарства, вживалися ще в середньовіччі. Остаточне формування біотехнії як науки та системи практичних заходів припадає на 30–40-і рр. 20 ст. і пов'язується з іменем П. Мантейфеля та його послідовників (П. Юргенсона, Б. Житкова, В. Подаревського та ін.). У цей період в СРСР та в Україні проводилися великомасштабні наукові дослідження з біотехнії, заходи щодо так званої «реконструкції фауни». Узагальнення досліджень і досвіду біотехнічних робіт проводилося на рівні СРСР, що значно ускладнювало аналіз і оцінку зробленого в Україні. Широке застосування в Україні знайшли такі біотехнічні заходи: безпосередня охорона тварин, збереження місць їхнього існування, поліпшення та розширення кормової бази, регулювання чисельності хижаків, акліматизація й реакліматизація мисливських птахів і звірів. Ті ж самі заходи, проведені на основі досвіду, нагромадженого в природних зонах, відмінних від природо-історичної специфіки України, були неефективними.
Нині функції біотехнії виходять далеко за межі мисливського господарства, стосуються не окремих видів і популяцій тварин, а екологічних систем загалом, адже наукова і практична спрямованість біотехнії, сукупність знань, які вона нагромаджує й узагальнює, стосуються всіх тварин, що живуть у стані природної свободи, всі ці тварини та середовище їх існування складають певний завершений і цілісний фрагмент реальної дійсності, який є об'єктом окремої науки.
Згідно із Законом України "Про мисливське господарство та полювання":  
- біотехнічні заходи  -  комплекс  різноманітних  господарських робіт,  спрямованих  на поліпшення умов існування,  розмноження та збільшення чисельності мисливських тварин (стаття 1),
- для потреб  мисливського господарства користувачі мисливських угідь мають право у встановленому порядку, за згодою власників або користувачів земельних  ділянок, 
  - будувати на мисливських угіддях необхідні  будівлі та біотехнічні  споруди,
  - вирощувати  кормові культури,
  - створювати захисні насадження,
  - проводити  штучне обводнення,
  - здійснювати інші заходи, пов'язані з веденням мисливського  господарства, які не суперечать законодавству та інтересам власників або користувачів земельних ділянок. (стаття 21).